# Ekpe Udoh
Ekpedeme „Ekpe“ Friday Udoh (* 20. Mai 1987 in Edmond, Oklahoma) ist ein US-amerikanisch–nigerianischer Basketballspieler, der aktuell bei Virtus Bologna unter Vertrag steht.

## Karriere

### College
Er spielte drei Saisons auf dem College, zwei für die Michigan University und eine für die Baylor University. Als Sophomore wurde er ins Big 12 All-Defensive Team gewählt. In seiner Junior-Saison (dritte auf dem College) wurde er zum Big 12 Defensive Player of the Year ernannt und ins Big 12 All-Rookie-Team berufen. Als er vom College in die NBA wechselte, hatte er durchschnittlich 8,4 Punkte, 6,3 Rebounds, 1,5 Assists und 2,8 Blocks im Schnitt in 103 Collegespielen erreichen können.

### NBA
Die Warriors zogen ihn, mit hohen Erwartungen, als 6. Spieler in der NBA-Draft 2010. Wegen einer Verletzung am Handgelenk konnte Udoh bis zum 11. Dezember 2010 nicht in einem NBA-Spiel mitspielen. An diesem Tag gab er sein Debüt gegen die Miami Heat. Er wurde drei Minuten vor Schluss eingewechselt und erzielte 2 Punkte. Er konnte jedoch die hochgesteckten Erwartungen nicht erfüllen und wurde am 13. März 2012 zusammen mit Monta Ellis und Kwame Brown im Austausch für Andrew Bogut und Stephen Jackson zu den Milwaukee Bucks getradet.
Im Sommer 2014 unterschrieb Udoh bei den Los Angeles Clippers.

### Israel
Aufgrund des NBA-Lockouts 2011, unterschrieb Udoh beim israelischen Klub Bnei haScharon. Er kehrte jedoch nach Ende des Lockouts zu den Warriors zurück.

### Türkei
Udoh unterschrieb im Sommer 2015 einen Vertrag bei Fenerbahçe Ülker. Mit Fenerbahçe gewann Udoh 2017 die EuroLeague und wurde am Ende zum EuroLeague Final Four-MVP ausgezeichnet.

### Rückkehr in die NBA
Nach dem Gewinn der EuroLeague erhielt Udoh zahlreiche Angebote aus der NBA. Er gab daraufhin seinen Wechsel zu den Utah Jazz bekannt. Udoh spielte zwei Jahre als Backup für Rudy Gobert bei den Jazz. Nach seinem NBA-Engagement schloss er sich den Beijing Ducks in China an.

## Sonstiges
Udoh ist Sohn nigerianischer Einwanderer.

## Nationalmannschaft
Aufgrund seiner nigerianischen Herkunft, ist Udoh berechtigt für die nigerianische Basketballnationalmannschaft zu spielen. Mit dieser nahm er an der Basketball-Weltmeisterschaft 2019 teil.